# Desges
Desges település Franciaországban, Haute-Loire megyében. Lakosainak száma 56 fő (2022. január 1.). Desges Auvers, La Besseyre-Saint-Mary, Chazelles, Pinols, Tailhac és Venteuges községekkel határos.

## Népesség
A település népességének változása:
| Lakosok száma | 89   | 76   | 74   | 83   | 60   | 60   | 59   | 56   | 55   | 56   |
|               | 1968 | 1982 | 1990 | 2006 | 2013 | 2015 | 2017 | 2019 | 2020 | 2022 |